# بخش مرکزی شهرستان بوئین‌زهرا
بخش مرکزی شهرستان بوئین‌زهرا یکی از بخش‌های شهرستان بوئین‌زهرا در استان قزوین ایران است.

## تقسیمات کشوری
- بخش مرکزی شهرستان بوئین‌زهرا
  - دهستان زهرای بالا
  - دهستان زهرای پائین
  - دهستان سگزآباد

شهرها: بوئین‌زهرا و سگزآباد

## جمعیت
بنابر سرشماری مرکز آمار ایران، جمعیت بخش مرکزی شهرستان بوئین زهرا در سال ۱۳۸۵ برابر با ۵۰۳۰۶ نفر بوده است.